# Mauricio Páez
Javier Mauricio Páez Ardila (Bogotá, 4 de agosto de 1988), más conocido como Mauricio Páez, es un cantante, productor discográfico y compositor colombiano. Durante sus 15 años de trayectoria ha participado en diversos eventos siendo parte de varios grupos musicales así como solista. A la fecha ha publicado dos álbumes de estudio Hasta Que Se Apague Mi Sol (2012) y Tantas Cosas (2015).

## Biografía

### Primeros años
Mauricio Páez inició sus estudios musicales bajo la dirección de Ricardo Londoño con quien estudió y participó en varios eventos de música popular, folclórica y clásica con la agrupación SIGMA en donde se desempeñó en la guitarra y la bandola. Estudió guitarra clásica junto al reconocido guitarrista Julio Gentil Albarracín Montaña, así como otros maestros de diversas universidades y academias de Colombia. Más adelante, adquirió por aprender otros instrumentos como el piano. Su faceta como compositor comenzó cuando participaba de eventos y conciertos locales para Compensar, en casas culturales, bares y emisoras.
Participó en el primer festival de la canción realizado por la Universidad Latina en donde obtuvo el primer lugar en la Categoría Solista. Fue semifinalista en la convocatoria Una Canción Para Tocar La Vida realizando una presentación en La Media Torta. A raíz de su participación en La Media Torta su música empezó a sonar la emisora en línea de la empresa Movistar. Participó en el Mundial de Coleo y fue artista de cierre del Festival de Joropo en donde compartió tarima con grandes nombres de la industria como Tinto, Fonseca y Daddy Yankee. Fue semifinalista del concurso Siempre de La Mega realizado por la emisora colombiana La Mega y finalista para representar a Colombia en el Festival de Bandas Universitarias de Habla Hispana realizado por Universia en una gira por América Latina y España.

## Carrera profesional
Después de su gran éxito en los eventos que participó comenzó la producción de su primer álbum de estudio Hasta Que Se Apague Mi Sol de la mano de Carlos, Daniel Bustos, Lee Levin (conocido como baterista de grandes artistas como Alejandro Sanz, Luis Fonsi, Shakira, Christina Aguilera, entre otros), Chris Steinmetz (conocido por trabajar con Kiss, Jay-Z, Smashing Pumpkins) y Carlos Silva (conocido por trabajar con Sebastián Yepes y The Mills); vendiendo mil copias y un sinnúmero de descargas en el sitio oficial del artista. De este primer álbum se desprendió el sencillo «Rescátame» el cual tuvo excelente rotación en emisoras como Los 40 Principales en Paraguay, Chile y México, La Superestación y Movistar Radio ubicándose en la posición #12 de la primera de estas. 
El 31 de agosto de 2013 lanzó el primer sencillo «Tantas Cosas» desprendido de su segundo álbum Tantas Cosas.
Esta canción y parte de su biografía también podrás encontrarla en plataforma de difusión musical con sede en Argentina.

## Discografía
- 2012: Hasta Que Se Apague Mi Sol
- 2015: Tantas Cosas